# Lisa Dahlkvist
Lisa Dahlkvist (Stockholm, 1987. február 6. –) olimpiai ezüstérmes svéd női válogatott labdarúgó. Az Umeå IK középpályása.

## Sikerei

### Klub
Svéd bajnok (4):
- Umeå IK (3): 2006, 2007, 2008
- Tyresö FF (1): 2012

 Svéd kupagyőztes (2):
- Umeå IK (1): 2007
- Göteborg FC (1): 2011

 Svéd szuperkupa győztes (2):
- Umeå IK (2): 2007, 2008

### A válogatottban
Svédország
- Világbajnoki bronzérmes (1): 2011
- U19-es Európa-bajnok (1): 2012
- Algarve-kupa bronzérmes: 2010

## Magánélete
Édesapja a korábbi 39-szeres svéd válogatott Sven Dahlkvist.